# Mouton-Duvernet (métro de Paris)
Pour les articles homonymes, voir Mouton-Duvernet (homonymie), Mouton (homonymie) et Duvernet.
Mouton-Duvernet est une station de la ligne 4 du métro de Paris, située dans le 14e arrondissement de Paris.

## Situation
La station est implantée au nord du quartier du Petit-Montrouge, sous l'avenue du Général-Leclerc à hauteur de la rue Mouton-Duvernet, les quais étant établis entre cette dernière voie et l'amorce de la rue Ernest-Cresson. Approximativement orientée selon un axe nord-sud, elle s'intercale entre les stations Denfert-Rochereau et Alésia, la première lui étant distante de 285 mètres seulement.

## Histoire

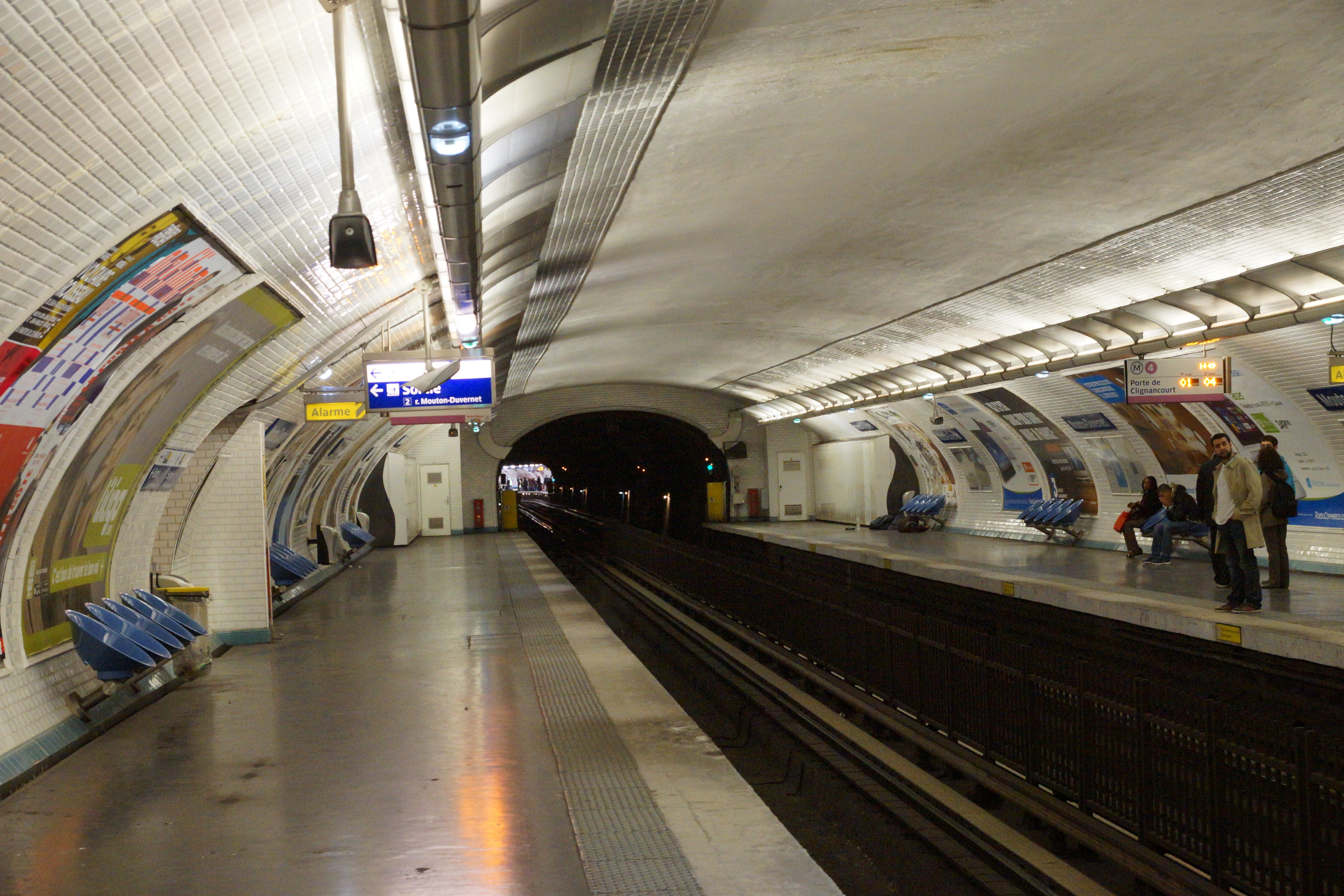
Les quais de la station en 2014, vus en direction du nord. Au fond, la station Denfert-Rochereau est visible.

La station est ouverte le 30 octobre 1909.
Son nom vient de la rue Mouton-Duvernet proche de la station, nommée en l'honneur du général Mouton-Duvernet.
La station est rénovée au début de 1969 avec une nouvelle décoration fondée sur du carrelage orange, qui sera ensuite surnommé le « style Mouton ». Vingt autres stations sont transformées sur le même modèle durant les années qui suivent. Mais elle a perdu le style « orange » depuis le 13 mars 2007, à la suite de sa rénovation dans le cadre du programme « Renouveau du métro » comme à la station Gare de l'Est sur les lignes 5 et 7.

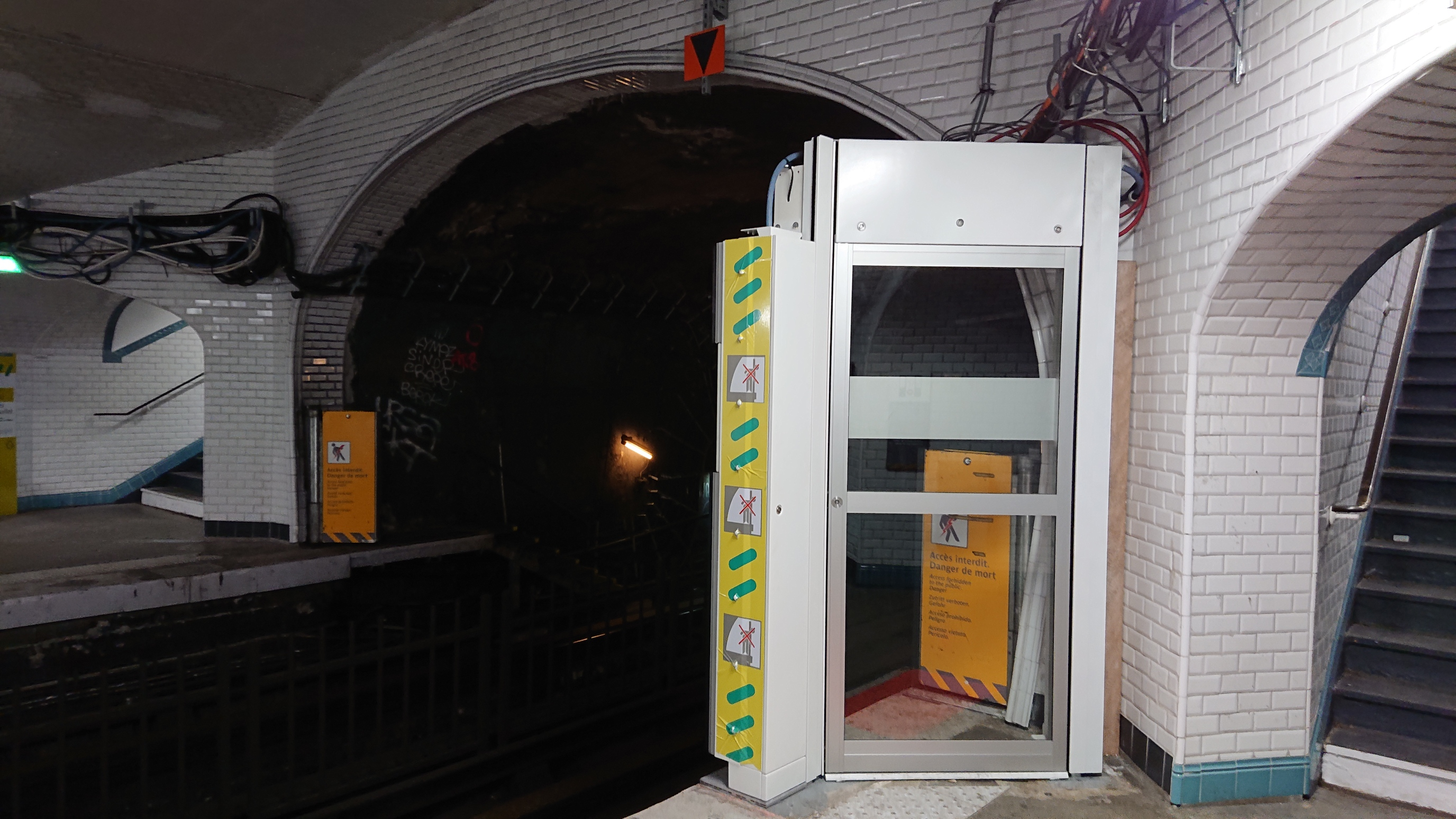
Élément des portes palières en cours d'installation (2018).

Dans le cadre de l'automatisation de la ligne 4, la station est la première à être équipée de portes palières. La pose d'un premier élément a lieu en juin 2018 et l'installation s'achève en août 2018.
En 2019, 1 583 761 voyageurs sont entrés à cette station ce qui la place à la 275e position des stations de métro pour sa fréquentation sur 302,.
En 2020, avec la crise du Covid-19, 870 679 voyageurs sont entrés dans cette station, ce qui la place à la 258e position des stations de métro pour sa fréquentation.
En 2021, la fréquentation remonte progressivement, avec 1 131 403 voyageurs qui sont entrés dans cette station ce qui la place à la 270e position des stations de métro pour sa fréquentation sur 304,.

## Services aux voyageurs

### Accès
La station possède deux accès :
- l'accès no 1 « Avenue du Général Leclerc » devant les nos  40 et 42 de l'avenue du Général-Leclerc. Il est doté d'un édicule Guimard ;
- l'accès no 2 « Rue Mouton-Duvernet » devant les nos 36 de l'avenue du Général-Leclerc.

Accès à la station
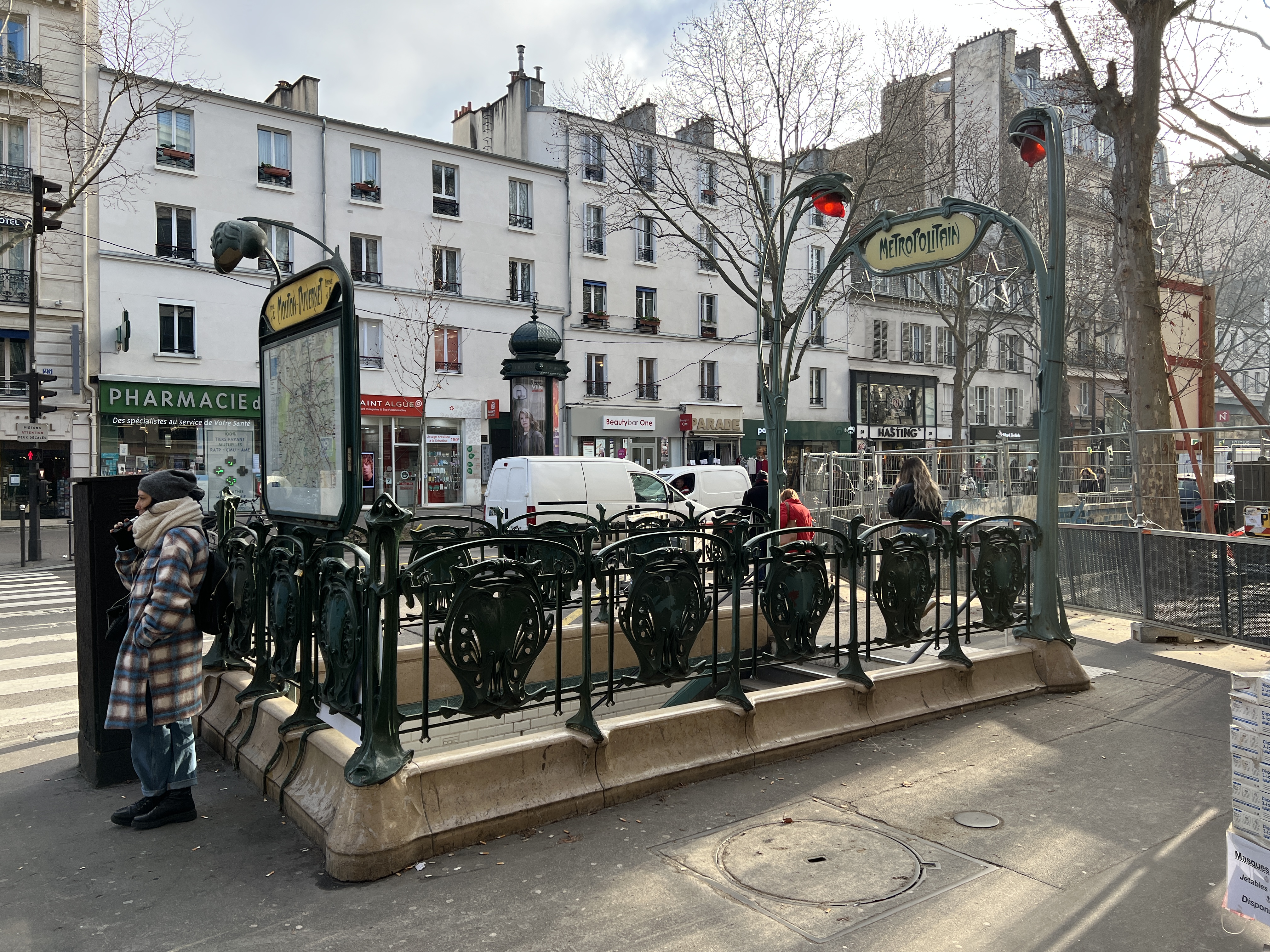
L'accès no 1 « Avenue du Général Leclerc ».
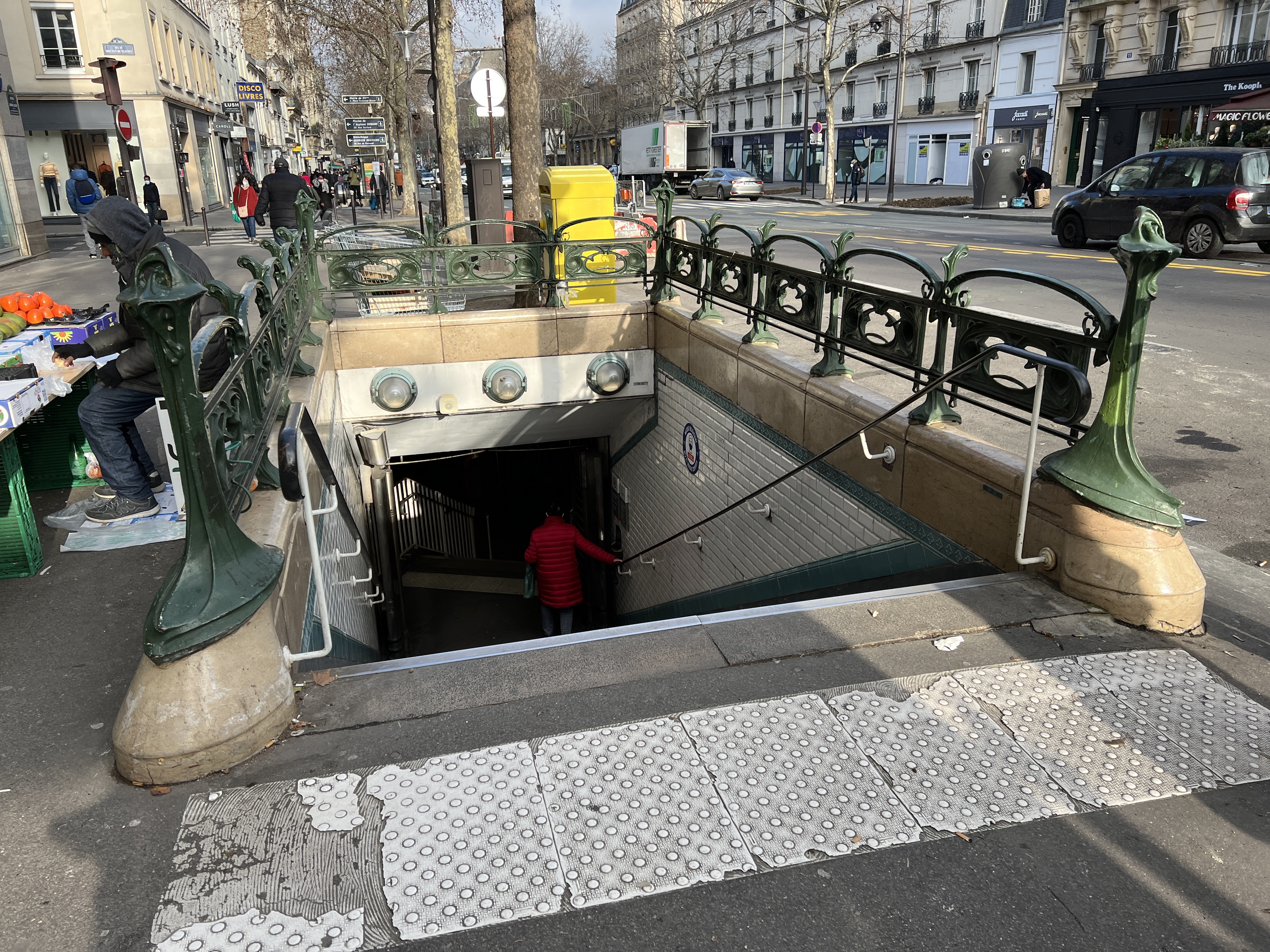
Bouche secondaire de l'accès no 1.
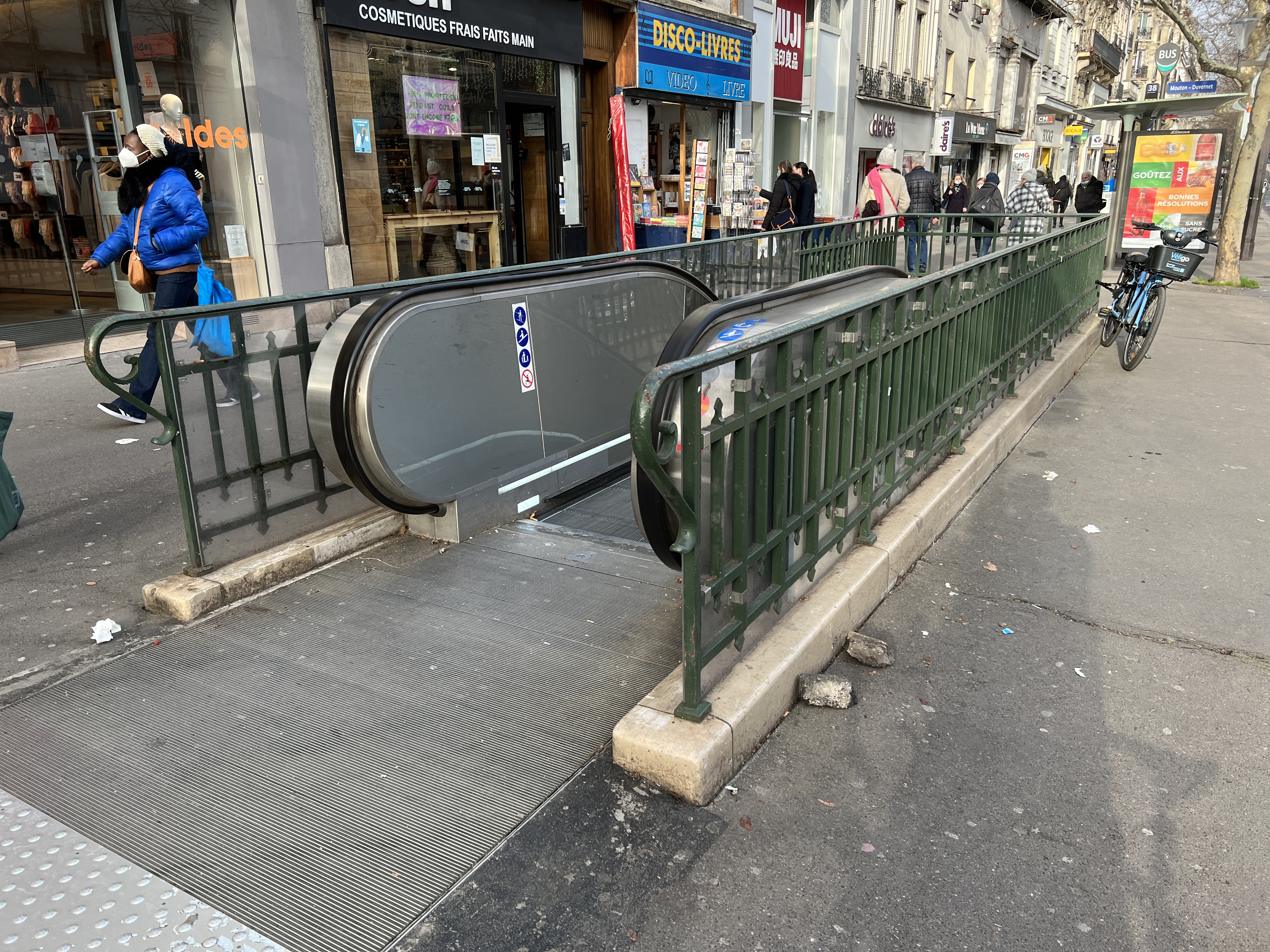
L'accès no 2 « Rue Mouton-Duvernet ».

### Quais

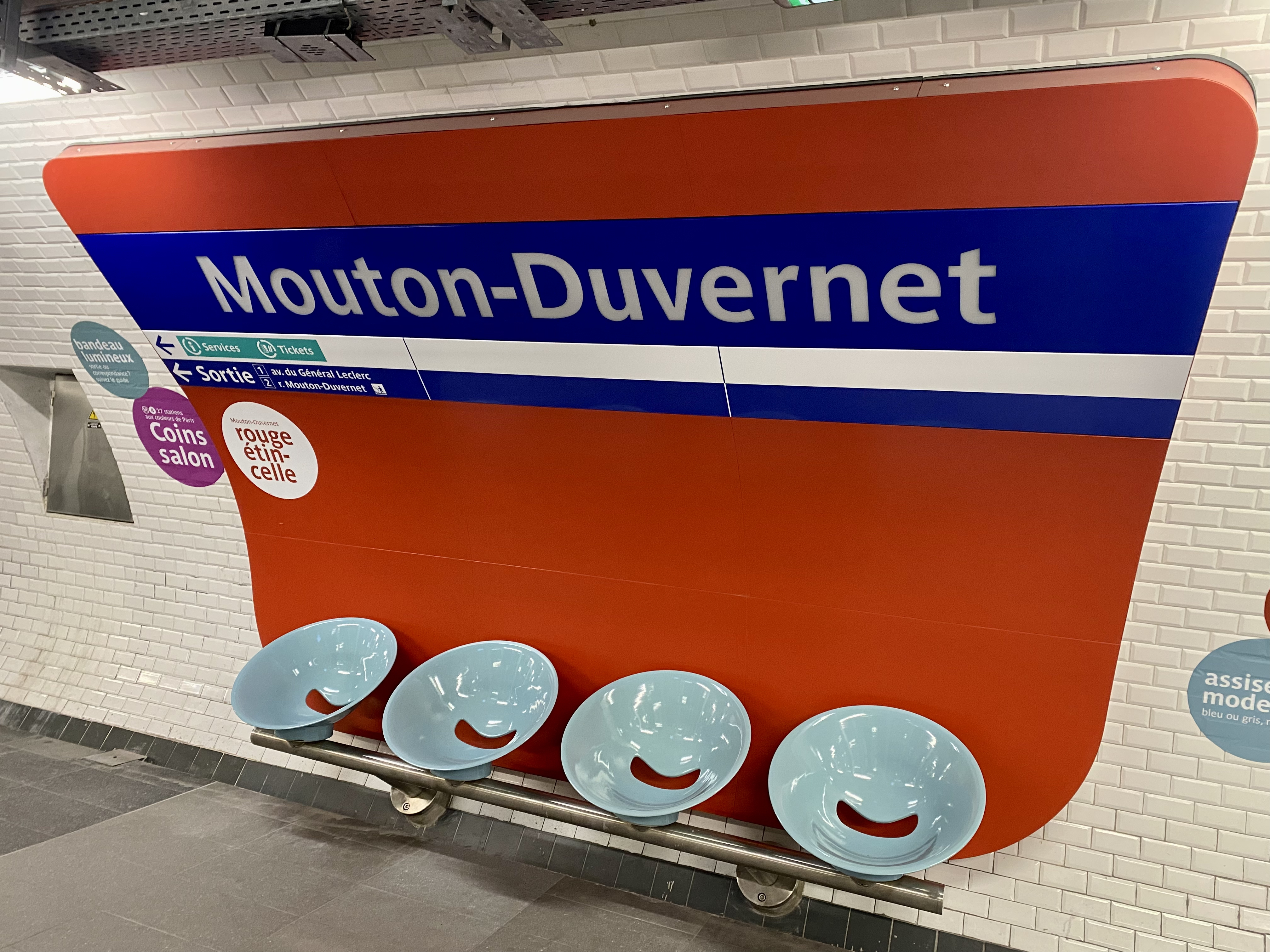
Plaque émaillée portant le nom de la station.

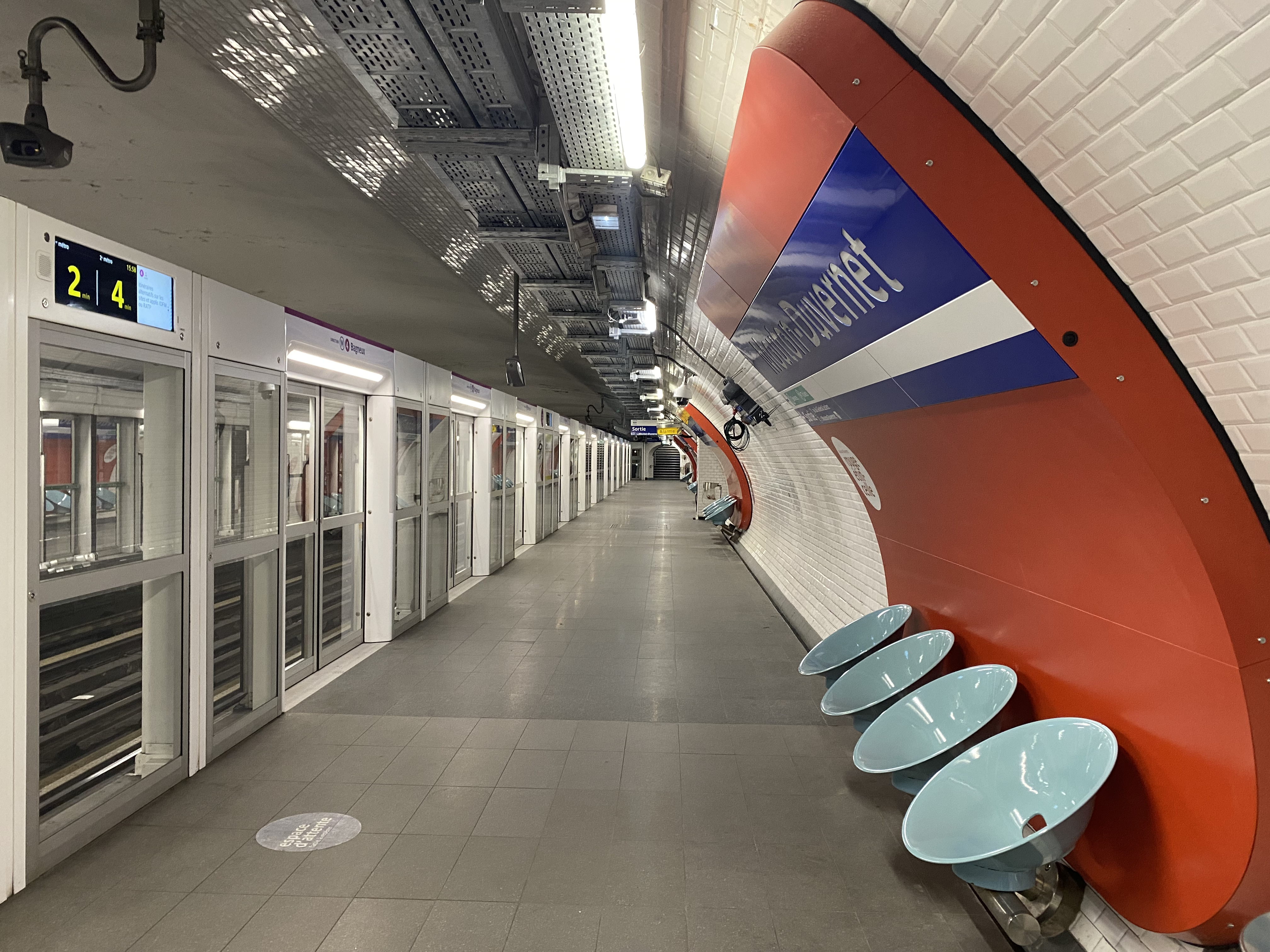
Quai en direction de Bagneux.

Mouton-Duvernet est une station de configuration standard avec deux quais séparés par les voies du métro et la voûte est elliptique. Dans le cadre de l'automatisation de la ligne 4, les quais sont équipés de portes palières depuis août 2018.

### Intermodalité
La station est desservie par les lignes 38 et 68 du réseau de bus RATP et, la nuit, par les lignes N14 et N21 du réseau de bus Noctilien.

## À proximité
- Mairie du 14e arrondissement
- Square Ferdinand-Brunot
- Square de l'Aspirant-Dunand
- Village d'Orléans
- Ancien hôpital La Rochefoucauld